# واینار
واینار (به اسپانیایی: Vallenar) یک شهرستان در شیلی است که در ووآزکو واقع شده‌است. واینار ۷٬۰۸۳٫۷ کیلومترمربع مساحت و ۵۲٬۰۹۶ نفر جمعیت دارد و ۴۴۱ متر بالاتر از سطح دریا واقع شده.